# Taizhou (Zhejiang)
|  | No s'ha de confondre amb Taizhou (Jiangsu). |

Taizhou, (xinès: 台州市; pinyin: Táizhōu shì) coneguda alternativament com Taichow, és una ciutat-prefectura situada a la província de Zhejiang, a la costa del mar de la Xina Oriental. Es troba a 300 km al sud de Xangai i 230 km al sud-est de Hangzhou, la capital provincial. Limita amb Ningbo al nord, Wenzhou al sud i Shaoxing, Jinhua i Lishui a l'oest.
Segons el cens de 2020, la seva població total era de 6.662.888 habitants, dels quals 3.578.660 vivien a l'àrea urbanitzada (o metropolitana) formada pels tres districtes urbans i la ciutat de Wenling actualment en gran part conurbada.

## Història
Fa cinc mil anys, els avantpassats dels actuals habitants van començar a establir-se en aquesta zona. Durant les dinasties Xia, Shang i Zhou, quan l'estat xinès es limitava en gran part a la conca del riu Groc, l'àrea de l'actual Taizhou formava part de Dong'ou. Després de les conquestes de l'Imperi Qin al segle iii aC, un assentament a la zona es coneixia com a Ciutat Huipu. Inicialment es va incloure a la prefectura de Minzhong, però després es va traslladar a Kuaiji durant els Han.
El 22 d'agost de 1994 el municipi de Taizhou es va crear en lloc de la prefectura de Taizhou i va ser aprovat pel Consell d'Estat. El 1999, el Consell d'Estat va aprovar que Taizhou fos una ciutat líder en l'estructura d'urbanització de Zhejiang i el centre de la subzona de l'economia de primera classe. Aprovat per la Comissió Nacional de Desenvolupament i Reforma, Taizhou es va convertir formalment en una de les 16 ciutats de l'àrea del delta del riu Iang-Tsé el 15 d'agost de 2003.

## Administració
A més del propi municipi, la ciutat a nivell de prefectura de Taizhou inclou 3 districtes, 3 ciutats a nivell de comtat i 3 comtats.
| Mapa | Mapa   | Mapa         | Mapa                |
| --- | ------ | ------------ | ------------------- |
| Districte de Jiaojiang Districte de Huangyan Districte de Luqiao Comtat de Sanmen Comtat de Tiantai Comtat de Xianju Wenling · (ciutat) Linhai · (ciutat) Yuhuan · (ciutat) |        |              |                     |
| Nom | Xinès  | Pinyin       | Dialecte de Taizhou |
| Districte de Jiaojiang | 椒江区 | Jiāojiāng Qū | Ciaukaon Khiu       |
| Districte de Huangyan | 黄岩区 | Huángyán Qū  | Wongniae khiu       |
| Districte de Luqiao | 路桥区 | Lùqiáo Qū    | Lugiau khiu         |
| Linhai (ciutat) | 临海市 | Línhǎi Shì   | Linhe Zy            |
| Wenling (ciutat) | 温岭市 | Wēnlǐng Shì  | Uenling Zy          |
| Yuhuan (ciutat) | 玉环市 | Yùhuán Shì   | Niohwae Zy          |
| Comtat de Sanmen | 三门县 | Sānmén Xiàn  | Saemen Yoe          |
| Comtat de Tiantai | 天台县 | Tiāntāi Xiàn | Thiethai Yoe        |
| Comtat de Xianju | 仙居县 | Xiānjū Xiàn  | Shiekiu Yoe         |

## Agermanaments
- Tsuruga
- Santos
- Muan
- Iquique
- Nevers
- Timișoara
- Hanau, regió de Darmstadt, Hessen
- Fort Wayne, Indiana